# Cunonia bernieri
Cunonia bernieri là một loài thực vật có hoa trong họ Cunoniaceae. Loài này được Guillaumin mô tả khoa học đầu tiên năm 1948.